# Windows Server 2022
Windows Server 2022 è un sistema operativo per server pubblicato da Microsoft il 18 agosto 2021 ed è stato pubblicato per la disponibilità generale il 1º settembre 2021. Fa parte della famiglia Windows NT ed è il successore di Windows Server 2019.

## Sviluppo
Windows Server 2022 è stato annunciato il 2 marzo 2021 e la prima versione di anteprima per il test al pubblico accessibile tramite il programma Windows Insider è stata pubblicata il giorno successivo.
È stato distribuito in due canali: il canale di manutenzione Long-Term (LTSC), incentrato sulla stabilità offrendo un'opzione a lungo termine, e, a partire dal 24 ottobre 2023, il canale Annual (AC), fornendo versioni più frequenti e consentendo ai clienti di sfruttare i vantaggi dell'innovazione più rapidamente.

## Funzionalità
Tra le nuove funzionalità e i miglioramenti presenti troviamo:
- Server protetto
- HTTPS e TLS 1.3 abilitati per impostazione predefinita
- Richieste di risoluzione dei nomi DNS crittografate con DoH
- Crittografia SMB AES-256
- Compressione SMB
- Funzionalità ibride di Azure
- Miglioramenti delle prestazioni UDP e delle prestazioni delle connessioni TCP
- Microsoft Edge preinstallato come browser predefinito (sostituendo Internet Explorer)

## Requisiti minimi
| Hardware    | 64-bit |
| ----------- | --- |
| CPU         | Processore x86-64 da 1.4 GHz |
| RAM         | 2 GB |
| Disco       | Almeno 32 GB di spazio libero |
| Risoluzione | Schermo 1024 x 768 pixel |
| Rete        | - Una scheda di rete wireless che supporta 802.11 - Una scheda Ethernet in grado di supportare almeno 1 gigabit al secondo di throughput |
| BIOS        | Sistema e firmware basati su UEFI 2.3.1c che supportano l'avvio protetto                                                                 |
| Sicurezza   | Trusted Platform Module 2.0 |